# بحيرة سوليستس
بحيرة سوليستس، بحيرة تقع في جنوب شرق تركيا بالقرب من بحيرة وان. تبلغ مساحتها 44.5 كيلومترا مربعاً وأقصى عمق لها حوالي 50 متراً كما أن منسوب مياه هذه البحيرة يتذبذب. تشكلت البحيرة نتيجة لانهيار أرضي كبير وتحيط بالبحيرة غابات كثيرة. وتعتبر مقصداً هاماً للسياح.